# 兵庫県道311号上鴨川木津線
兵庫県道311号上鴨川木津線（ひょうごけんどう311ごう かみかもがわこつせん）は、兵庫県加東市から丹波篠山市に至る一般県道である。

## 概要
加東市上鴨川から丹波篠山市今田町木津に至る。

### 路線データ
- 起点：加東市上鴨川（上鴨川交差点、国道372号交点、兵庫県道566号上鴨川西脇線起点）
- 終点：丹波篠山市今田町木津（兵庫県道141号黒石三田線交点）
- 総延長：6.308 km

## 地理

### 通過する自治体
- 兵庫県
  - 加東市 - 丹波篠山市

### 交差する道路
| 交差する道路                        | 市町村名   | 交差する場所 | 交差する場所        |
| ----------------------------------- | ---------- | ------------ | ------------------- |
| 国道372号 兵庫県道566号上鴨川西脇線 | 加東市     | 上鴨川       | 上鴨川交差点 / 起点 |
| 兵庫県道313号平木南山線             | 加東市     | 平木         |                     |
| 兵庫県道141号黒石三田線             | 丹波篠山市 | 今田町木津   | 終点                |

### 沿線
- 社鴨川郵便局
- 加東市立鴨川小学校
- 西国三十三所 第二十五番札所 清水寺